# Половков Олександр Іванович
Олександр Іванович Половков (нар. 4 жовтня 1979, Свердловськ, Ворошиловградська область, УРСР) — український футболіст, захисник фейкового клубу «Шахтьор» (Свердловськ) та псевдозбірної ЛНР.

## Кар'єра гравця
Футболом розпочав займатися у свердловську в ДЮСШ «Шахтар», в 12 років. Перший тренер — М.В. Данченко.
З 1997 по 2000 рік виступав у чемпіонаті Луганської області за «Шахтар» (Свердловськ) і «Еллада» (Луганськ). У липні 2000 року провів два матчі за «Динамо» (Стаханов) у Кубку ААФУ. У серпні 2000 року перейшов в алчевську «Сталь». Спочатку виступав за «Сталь-2», у Другій лізі. У команді дебютував 26 серпня 2000 року в матчі проти харківського «Арсеналу» (3:1). 20 серпня 2001 дебютував в алчевській «Сталі» в матчі проти команди «Електрометалург-НЗФ» (1:1).
У сезоні 2002/03 років виступав в оренді в луганському «Шахтарі». Влітку 2007 року перейшов у луганську «Зорю». У команді дебютував 16 вересня 2007 року в матчі проти криворізького «Кривбасу» (1:2). У сезоні 2008/09 років через травму провів всього 5 матчів.
У березні 2010 року підписав контракт з узбецьким клубом «Навбахор». З 2011 по 2012 рік захищав кольори «Андижану». Під час витупів в Узбекистані отримав громадянство цієї країни. У 2012 році повернувася в свердловський «Шахтар». 

### Під час війни на сході України
Повернувся на окуповану територію, де пішов на співпрацю з російськоими окупантами та місцевими колаборантами. З 2015 року виступає в фейковому клубі «Шахтьор (Свєрдловськ)» у чемпіонаті так званої ЛНР. У серпні 2015 року зіграв у товариському поєдинку між так званими ДНР та ЛНР (4:1). У сезоні 2017 року в чемпіонаті так званої ЛНР зіграв 15 матчів, в яких відзначився 10-а голами.

## Особисте життя
Одружений, має доньку Аріну. Має середньо-технічну освіту та неповну вищу. На початку жовтня 2006 року потрапив в автомобільну аварію. В його машину «Audi» врізалася вантажівка «КамАЗ», подушка безпеки врятувала Олександра від пошкоджень. Його машина після зіткнення не підлягає ремонту. Половков спонсор дитячого футбольного турніру в Свердловську. Ідею проведення турніру подав один з його перших тренерів Володимир Дмитрович Іванов. Він і зараз займається дитячим футболом.

## Статистика
| Сезон   | Клуб                | Ліга         | Чемпіонат | Чемпіонат | Кубок | Кубок | Дубль | Дубль | Єврокубки | Єврокубки |
| Сезон   | Клуб                | Ліга         | Матчі     | Голи      | Матчі | Голи  | Матчі | Голи  | Матчі     | Голи      |
| ------- | ------------------- | ------------ | --------- | --------- | ----- | ----- | ----- | ----- | --------- | --------- |
| 2000/01 | «Сталь-2»           | Друга ліга   | 19        | 1         | —     | —     | —     | —     | —         | —         |
| 2001/02 | «Сталь-2»           | Друга ліга   | 16        | 0         | —     | —     | —     | —     | —         | —         |
| 2001/02 | «Сталь» (Алчевськ)  | Перша ліга   | 14        | 1         | 0     | 0     | —     | —     | —         | —         |
| 2002/03 | «Шахтар» (Луганськ) | Друга ліга   | 24        | 4         | 1     | 0     | —     | —     | —         | —         |
| 2003/04 | «Сталь» (Алчевськ)  | Перша ліга   | 34        | 4         | 5     | 0     | —     | —     | —         | —         |
| 2004/05 | «Сталь» (Алчевськ)  | Перша ліга   | 33        | 3         | 3     | 0     | —     | —     | —         | —         |
| 2005/06 | «Сталь» (Алчевськ)  | Вища ліга    | 27        | 0         | 2     | 0     | 0     | 0     | —         | —         |
| 2006/07 | «Сталь» (Алчевськ)  | Вища ліга    | 28        | 2         | 3     | 0     | 2     | 0     | —         | —         |
| 2007/08 | «Зоря» (Луганськ)   | Вища ліга    | 17        | 0         | 0     | 0     | 7     | 0     | —         | —         |
| 2008/09 | «Зоря» (Луганськ)   | Прем'єр-ліга | 5         | 0         | 2     | 0     | 3     | 0     | —         | —         |
| 2009/10 | «Зоря» (Луганськ)   | Прем'єр-ліга | 1         | 0         | 0     | 0     | 0     | 0     | —         | —         |

## Досягнення
- Перша ліга чемпіонату України
  -  Чемпіон (1): 2005